# Рагнгільд Фемстейневік
Рагнгільд Фемстейневік (норв. Ragnhild Femsteinevik) — норвезька біатлоністка, призерка чемпіонату світу.

## Результати
Джерелом усіх результатів є сайт  Міжнародного союзу біатлоністів.

### Чемпіонати світу
2 медалі (2 срібла)
| Змагання         | Індивідуалка | Спринт | Персьют | Масстарт | Естафета | Змішана естафета | Одиночна змішана естафета |
| ---------------- | ------------ | ------ | ------- | -------- | -------- | ---------------- | ------------------------- |
| Обергоф 2023     | 55           | 36     | 21      | —        | —        | —                | —                         |
| Ленцергайде 2025 | 12           | 50     | 45      | —        | Срібло   | —                | Срібло                    |

### Кубок світу
| Сезон   | Вік | Загальний залік | Загальний залік | Загальний залік | Індивідуалка    | Індивідуалка    | Спринт          | Спринт          | Персьют         | Персьют         | Мас-старт       | Мас-старт       |
| Сезон   | Вік | Гонки           | Очки            | Місце           | Очки            | Місце           | Очки            | Місце           | Очки            | Місце           | Очки            | Місце           |
| ------- | --- | --------------- | --------------- | --------------- | --------------- | --------------- | --------------- | --------------- | --------------- | --------------- | --------------- | --------------- |
| 2016–17 | 21  | 3/26            | не здобула очок | не здобула очок | не здобула очок | не здобула очок | не здобула очок | не здобула очок | не здобула очок | не здобула очок | не здобула очок | не здобула очок |
| 2020–21 | 25  | 4/26            | не здобула очок | не здобула очок | не здобула очок | не здобула очок | не здобула очок | не здобула очок | не здобула очок | не здобула очок | не здобула очок | не здобула очок |
| 2021–22 | 26  | 5/22            | 46              | 62              | —               | —               | 33              | 54              | 13              | 64              | —               | —               |
| 2022–23 | 27  | 16/20           | 157             | 34              | 3               | 64              | 54              | 37              | 41              | 41st            | 59              | 24              |
| 2024–25 | 29  | 8/21            | 131             | 44              | 44              | 23rd            | 38              | 48              | 49              | 40              | —               | —               |

#### Подіуми в естафетах
| № | Сезон   | Дата           | Етап                 | Рівень          | Гонка                     | Місце | Партнери                              |
| - | ------- | -------------- | -------------------- | --------------- | ------------------------- | ----- | ------------------------------------- |
| 1 | 2022–23 | 1 грудня 2022  | Контіолагті          | Кубок світу     | Естафета                  | 3     | Кноттен, Лієн, Тандреволл             |
| 2 | 2022–23 | 14 січня 2023  | Рупольдінг           | Кубок світу     | Есттафета                 | 1     | Кноттен, Ольсбу-Ройселанн, Тандреволл |
| 3 | 2024–25 | 18 січня 2025  | Рупольдінг           | Кубок світу     | Естафета                  | 2     | Кноттен, Арнеклейв, Кіркейде          |
| 4 | 2024–25 | 26 січня 2025  | Антерсельва          | Кубок світу     | Естафета                  | 2     | Кноттен, Кіркейде, Тандреволл         |
| 5 | 2024–25 | 20 лютого 2025 | Ленцергайде          | Чемпіонат світу | Одиночна змішана естафета | 2     | ЙТ Бо                                 |
| 6 | 2024–25 | 22 лютого 2025 | Ленцергайде          | Чеппіонат світу | Естафета                  | 2     | Кноттен, Тандреволл, Кіркейде         |
| 7 | 2024–25 | 9 березня 2025 | Нове Место-на-Мораві | Кубок світу     | Естафета                  | 2     | Кноттен, Тандреволл, Кіркрейде        |